# Внешняя политика Комор
Внешняя политика Комор — общий курс Коморских Островов в международных делах. Внешняя политика регулирует отношения Коморских Островов с другими государствами. Реализацией этой политики занимается министерство иностранных дел Комор. В ноябре 1975 года Коморские Острова стали 143-м членом Организации Объединённых Наций. Новое государство распространило свой суверенитет на весь архипелаг, несмотря на то, что Франция сохраняет контроль над Майоттой.

## История
Коморские Острова являются членом Африканского союза, Лиги арабских государств, Европейского фонда развития, Всемирного банка, Международного валютного фонда, Комиссии по Индийскому океану и Африканского банка развития.
Правительство Комор установило тесные отношения с более консервативными и богатыми нефтью арабскими государствами, такими как Саудовская Аравия и Кувейт. Коморы часто получали помощь от этих стран и региональных финансовых институтов, на которые они оказывали влияние, таких как Арабский банк экономического развития в Африке и Арабский фонд экономического и социального развития. В октябре 1993 года Коморские Острова вступили в Лигу арабских государств после того, тогда как им было отказано в подаче заявки на членство в 1977 году.
Региональные отношения в целом на хорошем уровне. В 1985 году Мадагаскар, Маврикий и Сейшельские Острова согласились принять Коморские Острова в качестве четвертого члена Комиссии по Индийскому океану, созданной в 1982 году для развития регионального сотрудничества. В 1993 году Маврикий и Сейшельские Острова открыли посольства в Морони, а Маврикий и Мадагаскар были связаны с Коморами регулярными коммерческими авиарейсами
Коморские Острова развивали отношения с различными странами, как Востока, так и Запада, стремясь расширить торговлю и получить финансовую помощь. Однако в 1994 году страна все чаще сталкивалась с необходимостью контролировать свои расходы и реорганизовать экономику, чтобы считаться более надежным получателем инвестиций. Коморские Острова также столкнулись внутри страны с проблемой развития демократических институтов.